# Wexford FC
Der Wexford Football Club ist   ein 2017 gegründeter semi-professioneller Fußballverein aus der irischen Stadt Wexford. Bis 2017 existierte der Club unter dem Namen Wexford Youths. Dieser Club wurde gegründet, um eine vakante Lizenz für die First Division der League of Ireland zu besetzen und nimmt daher seit der Gründung 2007 am Spielbetrieb der zweiten Division der irischen Profiliga teil.

## Geschichte
Unter dem Namen Wexford Youths existierten bereits zuvor erfolgreiche Jugendmannschaften. Als durch den Konkurs von Dublin City und die Lizenzverweigerung für Limerick FC im Sommer 2006 zwei Startplätze in der Football League of Ireland frei wurden, kam es in verschiedenen irischen Städten zu Initiativen Clubs zu gründen, um diese Plätze einzunehmen. Letztlich waren  aber Wexford Youths und Limerick 37 die einzigen, die die neuen strengeren Lizenzbedingungen erfüllen konnten. 
Das Konzept des Clubs sieht vor, für die Mannschaft nahezu ausschließlich ehemalige Jugendspieler der Youths sowie Spieler aus der Umgebung, dem County Wexford, zu berücksichtigen.
Das Stadion wird seit 2003 umgebaut, daher spielt der Club seit 2017 im derzeit 450 Zuschauer fassenden Ferrycarrig Park im Nordwesten Wexfords.
In der ersten Saison konnte der Klub, der in Heimspielen in Verehrung für Juventus Turin mit schwarz-weiß gestreiften Trikots spielt, jedoch nur den neunten und damit vorletzten Platz in der 2. irischen Liga belegen. Auch in den folgenden Jahren erreichten die Youths maximal Mittelfeldplatzierungen, bis 2015 mit dem überraschenden ersten Platz der direkte Aufstieg in die höchste irische Spielklasse, die Premier Division (damals Airtricity League), gelang. Hier begeisterte Wexford allerdings wenig und belegte – auch dank einer katastrophalen Auswärtsbilanz – am Ende der Saison Platz 11 und somit den Relegationsplatz. In der Relegation gewann Wexford im Heimspiel gegen Drogheda United mit 2:0, verspielte diesen Vorsprung allerdings im Rückspiel im United Park und verlor mit 0:3.
Nach finanziellen Problemen, löste sich der Verein nach dem Abstieg Anfang 2017 auf und wurde als Wexford FC neugegründet.